# 15021 Alexkardon
15021 Alexkardon (1998 SX123) là một tiểu hành tinh vành đai chính được phát hiện ngày 16 tháng 9 năm 1998 bởi Nhóm nghiên cứu tiểu hành tinh cận Trái Đất Phòng thí nghiệm Lincoln ở Socorro.